# DORIS (коллайдер)
DORIS (нем. DOppel-RIng-Speicher, англ. DOuble RIng Storage ring) — электрон-позитронный коллайдер на энергию до 5 ГэВ, работавший в лаборатории DESY, Гамбург, в 1974-1993 годах для экспериментов по физике элементарных частиц, а впоследствии до 2012 года как источник синхротронного излучения.

## Конструкция
При проектировании коллайдера было отдано предпочтение в пользу схемы с двумя отдельными кольцами для пучков электронов и позитронов, из-за чего он получил название Double-Ring. Кольца на энергию до 3.5 ГэВ периметром 288 метров располагались одно над другим, с двумя точками пересечения с вертикальным углом 24 мрад, где происходило столкновения пучков. Кольца имели форму рейстрека с двумя арками, разделёнными прямолинейными промежутками встречи длиной 60 метров, где осуществлялась финальная фокусировка с применением схемы малой бета-функции (βx=0.3м, βy=1.3м), предложенной ранее на коллайдере CEA. Пересечение под углом и два кольца позволяли заполнить все 480 сепаратрис ВЧ сгустками, избегая паразитных мест встречи. Общее напряжение 12 ВЧ-резонаторов составляло 7 МВ. Проектом предполагалось получение светимости до 8×1033см−2с−1.
Инжекция пучков осуществлялась из работавшего с 1964 года 7.5 ГэВ синхротрона Deutsches Elektronen-SYnchrotron (DESY).

## История
Строительство началось в 1969 году, причём на стадии строительства, в декабре 1969 года, директор DESY Ентчке предложил усилить магниты, чтобы иметь возможность в будущем поднять энергию коллайдера, что имело огромное значение для будущих экспериментов. Сооружение коллайдера закончилось в 1973 году, 20 декабря 1973 года был захвачен первый пучок. В течение 1974 года команда пыталась подавить множественные коллективные неустойчивости, была достигнута проектная энергия в 3.5 ГэВ, с ускорением пучков в кольцах коллайдера. К концу года начался набор данных, в основном на низкой энергии, со светимостью около 1×1030см−2с−1, и появились первые результаты экспериментов детектора PLUTO по физике частиц. К этому времени в США коллайдер SPEAR, спроектированный на тот же диапазон энергий, но по схеме с одним кольцом, существенно более простой, а потому построенный и запущенный в работу быстрее DORIS, уже совершил "ноябрьскую революцию" в физике частиц, открыв J/ψ-мезон с массой 3.1 ГэВ, драматично и неожиданно для экспериментаторов.
К 1977 году максимальная достигнутая светимость составила 3.5×1030см−2с−1 на энергии 2.6 ГэВ. Сколь-нибудь приблизиться к проектному значению мешали многосгустковые неустойчивости. Попытки заполнять сгустками лишь часть кольца только усугубляли проблему. Эффективным оказалось равномерное, но более редкое заполнение сгустками, так, на энергии выше 1.8 ГэВ, накопитель работал со 120 сгустками вместо проектных 480, ток достигал 400 мА. Значительное время уделялось изучению эффектов встречи, было показано сокращение времени жизни при пересечении бетатронными частотами синхробетатронных резонансов. Проведение экспериментов на энергии выше 3 ГэВ в пучке осложнялась фоновыми условиями из-за сильного синхротронного излучения в линзах финального фокуса. Поскольку линзы были общие для обоих пучков, расходящихся из места встречи под углом, пучки проходили их в области сильного поля, излучая достаточно жёсткие фотоны в детектор.

### Первый апгрейд: одно кольцо
В 1977 году было принято решение преобразовать DORIS в коллайдер с одном кольцом на более высокую энергию, работающим в режиме 1×1 сгусток. Для этого верхние полукольца замыкались в один накопитель, с сохранением положения промежутков встречи, где располагались детекторы. Модернизированный накопитель было предложено использовать также как накопительное и затухательное кольцо для позитронного пучка в инжекционном каскаде коллайдера PETRA. Повышение энергии было связано с недавним открытием ϒ-мезона, свойства которого требовалось изучить. В 1978 году DORIS заработал как одноколечный коллайдер на энергию до 5.1 ГэВ со светимостью 1×1030см−2с−1, детекторы PLUTO и DASP II наблюдали узкие резонансы 9.46 и 10.023 ГэВ.
Ещё в 1977 году специальная комиссия DESY предложила построить специализированный накопитель позитронов PIA (Positron Intensity Accumulator), поэтому DORIS лишь около года использовался в составе инжектора PETRA, что практически парализовало проведение экспериментов на самом DORIS в этот период, а также его применение для формирующегося сообщества пользователей источника СИ, и вскоре самостоятельная экспериментальная программа была продолжена.

### DORIS II
В 1981 году в ответ на запросы со стороны экспериментов по физике частиц, желающих повысить энергию для изучения распадов B-мезонов, а также для удовлетворения потребностей пользователей станций СИ, ускоритель был значительно модернизирован. Были переделаны поворотные магниты (катушки некогда двух магнитов объединены в одну, изменены полюсные наконечники), реорганизованы промежутки встречи. Новая машина получила название DORIS II, её энергия достигала 5.6 ГэВ в пучке. Модернизация заняла всего 6 месяцев, и уже 9 мая 1982 года коллайдер вступил в строй. Светимость достигла 1×1031см−2с−1.
На коллайдере теперь работали детекторы DASP II и Crystal Ball, последний был перевезён из лаборатории SLAC, США, благодаря межправительственным соглашениям и усилиям директора SLAC Вольфганга Панофски.
В 1987 году на коллайдер был установлен детектор ARGUS.

### HASYLAB и DORIS III
С 1981 года в DESY была организована лаборатория по использованию синхротронного излучения (СИ) HASYLAB. Поначалу пользователи СИ работали в основном в паразитном режиме, и использовали лишь 30% времени работы кольца. Тем не менее, к 1986 году на DORIS работало 30 пользовательских станций. Нобелевский лауреат по химии в 2009 году Ада Йонат в своей нобелевской речи благодарила DESY за предоставление пучкового времени на синхротроне DORIS для проведения её исследований рибосом.
В 1990 году коллайдер подвергся новой модернизации с целью поднять яркость СИ и обеспечить режим постоянной работы. Промежуток, занятный детектором Crystal Ball был заменён дугой (байпас), занятой вигглерами и ондуляторами, первоначально прямолинейный участок сохранили, на тот случай, если байпас не позволит работать с детектором ARGUS, расположенным во втором месте встречи. Вскоре выяснилось, что, действительно, при использовании байпаса, несмотря на интенсивные усилия, не получается достичь прежней светимости, и в 1993 году совет директоров принял решение закрыть программу экспериментов по физике частиц на DORIS, накопитель стал работать исключительно как специализированный источник синхротронного излучения.

### OLYMPUS
В 2012 году было принято решение полностью остановить DORIS. Однако перед остановкой был проведён последний эксперимент по физике частиц OLYMPUS. Эксперимент набирал данные в 2012 и 2013 году, после чего ускоритель был остановлен.

## См.также
- SPEAR
- ADONE
- ВЭПП-4
- PETRA